# L'Océan

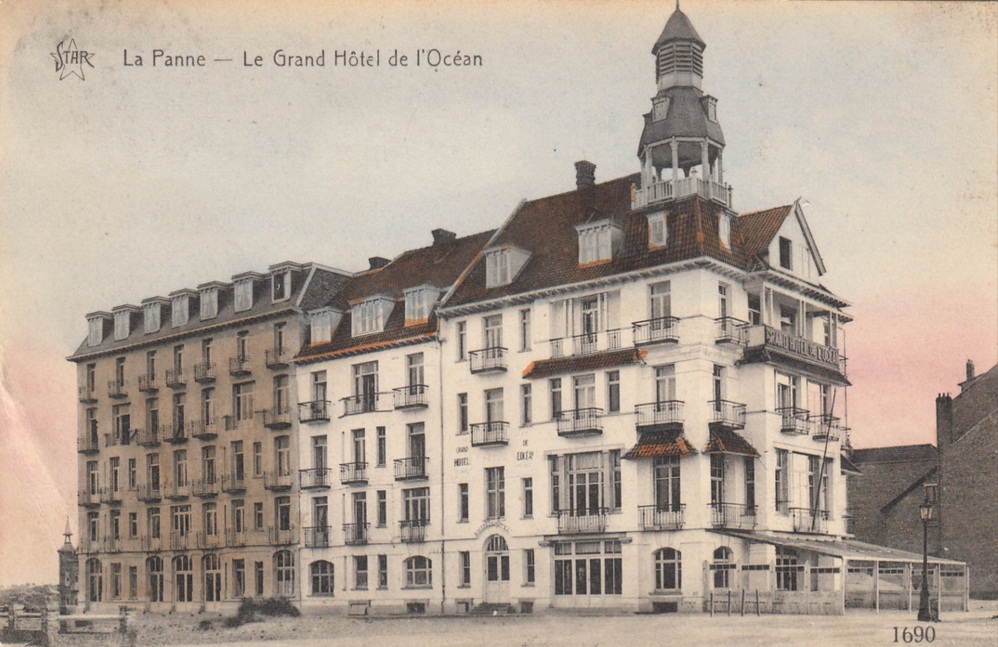
Grand Hôtel Océan

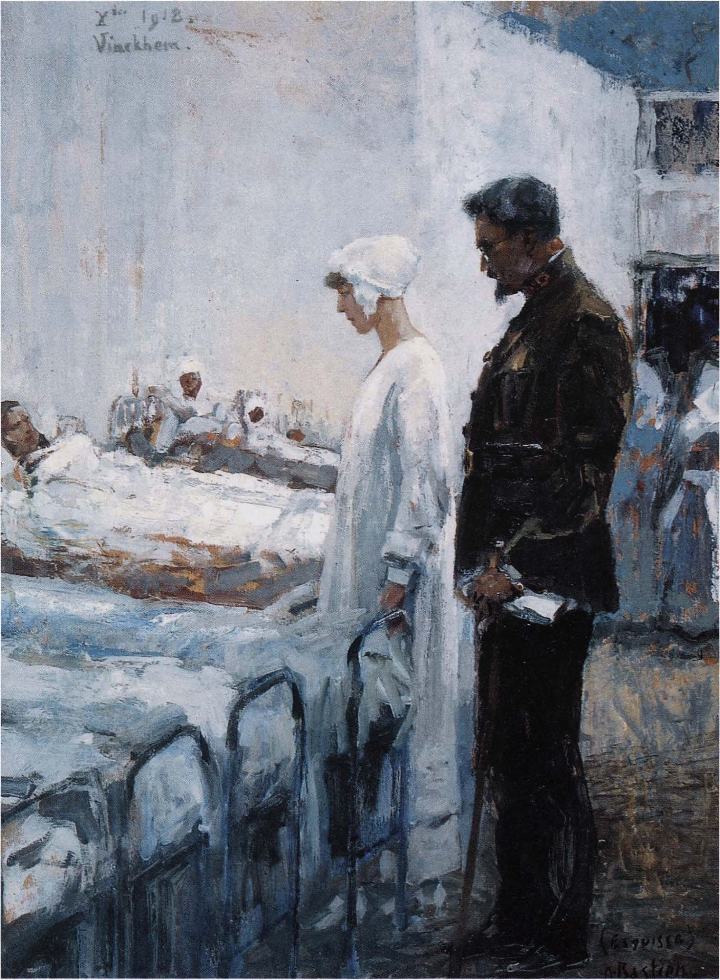
Dr. Depage met koningin Elisabeth in L'Océan 2, Vinkem (Alfred Bastien, 1918)

L'Océan was een grand hotel in de badplaats De Panne dat in de Eerste Wereldoorlog als militair hospitaal in gebruik was. Als zodanig, werd het geopend op 18 december 1914 door dokter Antoine Depage, en lag circa 12 kilometer van het front. Het grand hotel werd hiervoor opgevorderd. Het hospitaal sloot zijn deuren op 15 oktober 1919 wegens de Spaanse griep. 19.375 gewonden werden hier verpleegd.
Het gebouw bestaat inmiddels niet meer. Een gedenksteen aan het hospitaal L'Océan bevindt zich voor het huis Zeedijk nr. 70 De Panne, “Residentie Reine Elisabeth” geheten.

## Grand Hôtel
L’Océan was oorspronkelijk een zomervakantiehotel uit 1904, gelijkvloers en met vier verdiepingen, 37 bedden, met uitzicht op zee, voor de duinen. Het was eigendom van de brouwersfamilie Huysseune uit De Panne. Het was een indrukwekkend gebouw, met alle comfort van die tijd, maar zonder lift en zonder verwarming. Het was een zomerverblijf: in de winter was het hotel gesloten. In 1914 stond het gebouw leeg en de eigenaars waren gevlucht.

## Militair hospitaal
Koningin Elisabeth, die reeds een vleugel van het Koninklijk Paleis ter beschikking had gesteld voor oorlogsslachtoffers, wilde een militair hospitaal openen in De Panne, waar ze resideerde. Onder leiding van dokter Depage werd het Hotel L'Océan in De Panne omgevormd tot een hospitaal van het Rode Kruis. Het benodigde geld kwam voornamelijk uit Britse giften. Het Belgische leger zorgde voor personeel en vervoer.
Veel van het materiaal werd gekocht in Londen. Depage werd gesteund door verschillende mensen met aanzien.
Dit was een doorn in het oog van de 'Service de Santé' van het leger en van haar chef, generaal-dokter Melis. Het zou moeilijk blijven een 'modus vivendi' te vinden en meer dan eens moesten de koninklijke hoogheden bemiddelen.
Depage, zelf gemilitariseerd met de graad van kolonel-dokter, omringde zich met een vaste ploeg. Zijn dokters koos hij op basis van capaciteiten uit de gemobiliseerde militairen. De verpleging gebeurde door vrouwen, gevormd in de verpleegsterscholen van Engeland, Canada, de Verenigde Staten en Denemarken.
Het personeel vond een onderkomen in een twintigtal villa's in de omtrek. Het hotel telde een 100-tal kamers, verspreid over in totaal 5 verdiepingen. Het hospitaal had aanvankelijk een capaciteit van 200 bedden, maar dit zou opgetrokken kunnen worden tot 2000. Er waren 2 operatiezalen. Het doel was om de zwaar gekwetsten, aangebracht door het Rode Kruis, onmiddellijk de heelkundige zorgen te kunnen toedienen, waardoor veel sterfgevallen vermeden zouden worden.
Het hospitaal gold dan ook als een model vanwege zijn efficiënte behandeling van zwaargewonden. Dit werd bereikt door strikte specialisatie van de diensten: schedel, borst, onderlijf, breuken enz. De 4 hoogste verdiepingen werden gebruikt voor de gekwetsten. Het gelijkvloers diende voor kantoren en operatiezaal. Op de eerste verdieping werden de officieren verzorgd; op de tweede verdieping trof men de hoofd- en ruggevallen aan; op de derde en vierde verdieping de borst- en buikgevallen. Daarnaast paste men een goede manier toe om een wonde steriel te maken. Verder werd er een tandheelkundige dienst geïnstalleerd, een dienst voor het ontwerpen en onderhouden van protheses en een biomedisch laboratorium.
Begin 1915 breidde L'Océan uit, met houten barakken en paviljoenen rondom het hotel zelf. Het eerste paviljoen had 100 bedden ('British Pavillon'), een tweede 240 bedden ('Pavillon Everyman', aan de dijk, o.l.v. Miss Dale), een derde 300 bedden ('Albert-Elisabeth', raakte vernield tijdens een brand) en een vierde 40 bedden, waar men de gekwetsten ontving.

### Doktoren
- Antoine Depage, op vraag van koningin Elisabeth organiseerde Depage bij het begin van de oorlog in augustus 1914 een hospitaal in het Koninklijk Paleis in Brussel. Om ook de slachtofferzorg achter het front te organiseren, reisde hij daarna via Nederland naar Calais, waar hij in november 1914 een hospitaal inrichtte in het Jeanne d'Arc instituut. Toen het front vastliep aan de IJzer, transformeerde Depage in december 1914 het Hotel L'Océan achter het front in De Panne, in een militair hospitaal, zij het onder beheer van het Rode Kruis.[5]
- Frédéric Bremer (1892-1982) was een pionier in de neurofysiologie.

### Verpleegsters
- Koningin Elisabeth, de aanwezigheid van koningin Elisabeth in het hospitaal, die hier iedere dag enkele uren kwam helpen, betekende voor de lekenverpleegsters een grote morele steun.
- Marie Depage, vrouw van Antoine Depage, stond haar man bij tijdens de opstart van het hospitaal. Zij zorgde ook voor mobiele chirurgische eenheden aan het front. Tijdens de terugtocht van een reis naar de Verenigde Staten in 1915, op zoek naar financiële en materiële steun kwam zij om het leven.
- Mevrouw de Brockdorff, hoofdverpleegster in 'de ambulance', echtgenote van een officier ('Mary Good').

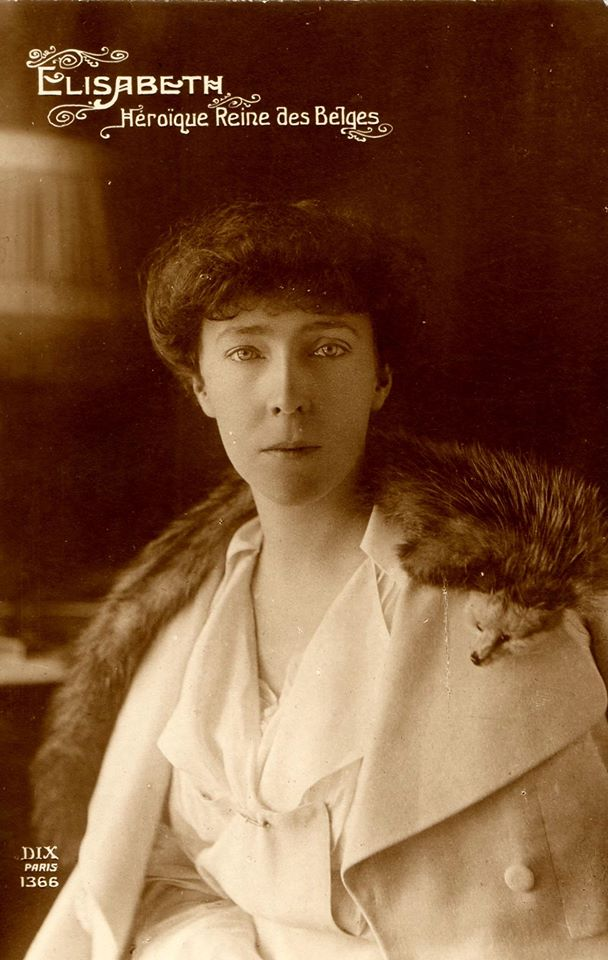
Koningin Elisabeth
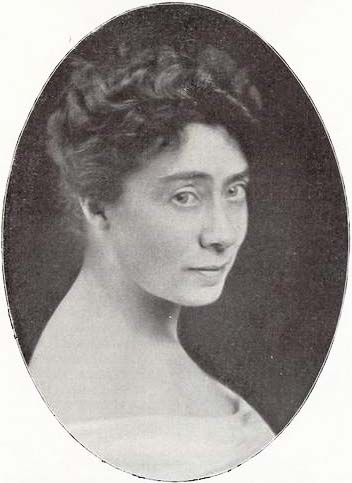
Marie Depage

## Onderzoekscentrum
Naast het hospitaal was er ook een onderzoekscentrum, waar een aantal gerenommeerde wetenschappers enige tijd werkzaam was.
- Alexander Fleming, de Schotse arts en latere ontdekker van penicilline werkte in het onderzoekscentrum van dr. Depage. Depage beschouwde terecht alle verwondingen als geïnfecteerd, en publiceerde zijn radicalere methode van het debridement in 1917 in zijn verslag Le débridement des plaies de guerre.
- Albert Hustin, bekend vanwege de ontdekking in 1913 van natriumcitraat, als middel om het stollen van het bloed tegen te gaan. Hiermee kon de kwaliteit van het bloed bewaard blijven en werden ook bloedtransfusies mogelijk zonder dat bloedgever en -ontvanger rechtstreeks met elkaar verbonden moesten worden. Dokter Depage gaf zijn toestemming en vanaf 1915 werd de methode regelmatig toegepast bij de gewonde militairen.
- Marie Curie, een radiologische dienst onder leiding van Antoine Béclère was er reeds sinds 1914. In augustus 1915 was Marie Curie vijf dagen in De Panne. Met hulp van het Rode Kruis ontwierp zij 18 "radiologische ambulances", de zogeheten «petites Curies».[6]

## L'Océan 2
In de tweede helft van 1917 kwamen Britten de Belgen aflossen in de sector Nieuwpoort. Het werd ook steeds gevaarlijker; verschillende bommen vielen op L'Océan, met dodelijke gevolgen. Van juni 1917 tot september 1918 werd de medische post uit veiligheidsoverwegingen overgebracht naar Vinkem. Tegen het eindoffensief was men terug in De Panne paraat. In de namiddag van 28 september 1918 kwamen de eerste gekwetsten in L'Océan aan met Rode Kruiswagens. Op 30 september werd de 1000 overschreden.